# Hosackia
Genre
Hosackia est un genre de plantes à fleurs dicotylédones de la famille des Fabaceae, sous-famille des Faboideae, originaire d'Amérique du Nord, qui comprend une quinzaine d'espèces acceptées.
Considéré précédemment comme un  sous-genre du genre Lotus (taxon principalement terrestre), Hosackia a été maintenu comme un genre distinct à la suite d'analyses phylogénétiques. Ce taxon présente un bien plus grande affinité pour les zones humides.

## Étymologie
Le nom générique, « Hosackia », est un hommage à David Hosack (1769–1835),  médecin et botaniste américain.

## Liste d'espèces
Selon The Plant List (6 décembre 2018) :
- Hosackia alamosana Rose
- Hosackia confinis (Greene) Brand
- Hosackia crassifolia Benth.
- Hosackia gracilis Benth.
- Hosackia guadalupensis (Greene) Brand
- Hosackia hintoniorum (B.L.Turner) D.D.Sokoloff
- Hosackia incana Torr.
- Hosackia nudata (Greene) Vasey & Rose
- Hosackia oblongifolia Benth.
- Hosackia ornithopus Greene
- Hosackia pinnata (Hook.) Abrams
- Hosackia repens G.Don
- Hosackia rosea Eastw.
- Hosackia stipularis Benth.
- Hosackia yollabolliensis (Munz) D.D.Sokoloff